# Denov
Denov – miasto w Uzbekistanie; w wilajecie surchandaryjskim. W 2008 liczyło 100 102 mieszkańców, nad rzeką Sangardakdaryo (dopływ Surchan-darii); ośrodek usługowy regionu rolniczego (jedyna w kraju plantacja trzciny cukrowej); przemysł spożywczy, włókienniczy, rzemiosło artystyczne.; w pobliżu stacja doświadczalna roślin podzwrotnikowych.